# Greckokatolicki dekanat jarosławski
Greckokatolicki dekanat jarosławski – historyczny dekanat należący do eparchii przemyskiej, istniejący prawdopodobnie od XVIII wieku do 1946 roku.

## Historia
W 1596 roku po zawarciu unii brzeskiej, prawosławny biskup przemyski Michał Kopysteński unii nie uznał. Od tego czasu w latach 1609–1691 równolegle do biskupów prawosławnych, byli wyznaczani również przemyscy biskupi greckokatoliccy, ale miało to znaczenie tylko tytularne. Kilkakrotnie podejmowano próby pogodzenia wyznawców prawosławia i unitów, m.in. na synodach we Lwowie (1629) i Lublinie (1680), jednak bez efektów. 
Równoległymi biskupami unickimi byli: bp Atanazy Krupecki (1610–1652), bp Prokop Chmielewski (1652–1664), bp Antoni Terlecki (664–1669), bp Jan Małachowski (1670–1691). W 1679 roku prawosławnym biskupem przemyskim został bp Innocenty Winnicki, który 23 czerwca 1691 roku zdecydował się przyłączyć do unii. 
27 kwietnia 1693 roku odbyła się kongregacja soborna duchowieństwa w Przemyślu. Prawdopodobnie prawosławny podział na namiestnictwa (dekanaty) został przejęty przez Unitów. W 1694 roku wzmiankowano namiestnictwa (dekanaty): drohobycki, przemyski, jarosławski, oleszycki, tarnogrodzki, starosamborski, stryjski, leżajski, wysoczański, żukotyński, jaworowski, birecki, jaślicki, miściowski, sanocki, liski, pebecki, krośnieński, pruchnicki, mościski, mokrzański, grodecki, wiszeński, lubaczowski. 
W 1827 roku w skład dekanatu jarosławskiego wchodziło 28 parochii: Jarosław, Pełkinie, Ostrów, Manasterz, Wiązownica, Leżachów, Cieplice, Sieniawa, Piskorowice, Dąbrowica, Majdan, Dobra, Dobcza, Mołodycz, Cetula, Ryszkowa Wola, Laszki Długie, Korzenica, Miękisz Nowy, Zaleska Wola, Łazy, Wysocko, Nienowice, Makowisko, Surochów, Wietlin, Chotyniec, Kalników. Na terenie dekanatu było 30 673 wiernych. Administratorem dekanatu był ks. Michał Bryliński paroch w Nowym Miękiszu.
W 1918 roku w skład dekanatu wchodziło 27 parochii: Wietlin, Wysocko, Wiązownica, Dobra, Dabrowica, Zaleska Wola, Kalników, Korzenica, Łazy, Leżachów, Laszki Długie, Majdan, Makowisko, Manasterz, Mołodycz, Miękisz Nowy, Nienowice, Ostrów, Piskorowice, Pełkinie, Ryszkowa Wola, Sieniawa, Surochów, Cieplice, Cetula, Chotyniec, Jarosław. Na terenie dekanatu było 49 536 wiernych. Dziekanem był ks. Cyprian Chotyniecki paroch w Jarosławiu, a wice-dziekanem był ks. Jan Prokop paroch w Dobrej.
W 1921 roku podczas reformy podziału eparchii na dekanaty, 9 parochii wyłączono do nowego dekanatu sieniawskiego.
W 1924 roku w skład dekanatu wchodziło 15 parochii: Boratyn, Wietlin, Wysocko, Wiązownica, Korzenica, Łazy, Laszki Długie, Makowisko, Miękisz Nowy, Pełkinie, Ryszkowa Wola, Surochów, Cetula, Jarosław, Kraków. Dziekanem dekanatu był ks. Cyprian Chotyniecki paroch w Jarosławiu, a wice-dziekanem ks. Piotr Jurczak paroch w Laszkach Długich.
W 1938 roku w skład dekanatu wchodziło 14 parochii: Jarosław, Boratyn, Cetula, Korzenica, Laszki Długie, Łazy, Makowisko, Miękisz Nowy, Pełkinie, Ryszkowa Wola, Surochów, Wiązownica, Wietlin, Wysocko. 
Na terenie dekanatu było 26 687 wiernych. Dziekanem dekanatu był ks. kan. Cyprian Chotyniecki, paroch w Jarosławiu, a wice-dziekanami ks. Piotr Jurczak paroch w Laszkach Długich i ks. Teodor Lewicki paroch w Ryszkowej Woli. 
Po wysiedleniu Ukraińców z duchownymi oraz przejściu polskich grekokatolików na obrządek rzymskokatolicki, dekanat i parochie przestały istnieć.